# Castell de Montorro
El Castell de Montorro és un edifici de Sant Boi de Lluçanès (Osona) declarada Bé Cultural d'Interès Nacional.

## Descripció
Les restes de l'antic castell es troben prop de mas Montorro (a uns 150m al N-W), al pendent de la muntanya dels Munts. L'estructura es troba derruïda, conservant diversos fragments de paraments alguns dels quals tenen una alçada d'aproximadament 2 m. A l'interior de l'estructura es pot observar estances i murs interiors tot i els nivells d'enderroc i la vegetació. Els murs són realitzats amb carreus de pedra irregular i petita. La major part de l'estructura es troba cobert per la sedimentació i la vegetació.

## Història
La primera noticia documental que es té d'aquest castell és el 1295. El Castell de Montorroell anomenat en la documentació com a "statica", "fortitudo" o "castrum" de Montorroell tenia al costat la capella de Sant Amanç de Montorroell, citada a mitjans del segle xiv. El 1297 la fortalesa de Montorroell era pròpia de Beatriu de Conanglell, mare de Pere de Conanglell, i el 1332 en tenia la propietat Galceran de Besora. Ambdós propietaris reconeixien cert vassallatge al senyor del castell de Lluçà. El 1549, Pere Onofre Sala, de Vic, es deia senyor del castell i casa de Montorroell.